# Hyloniscus inflatis
Hyloniscus inflatis är en kräftdjursart som beskrevs av Karl Wilhelm Verhoeff1927. Hyloniscus inflatis ingår i släktet Hyloniscus och familjen Trichoniscidae. Inga underarter finns listade i Catalogue of Life.